# 쇼지역 (도요나카시)
쇼지역(일본어: 少路駅, しょうじえき)은 일본 오사카부 도요나카시에 있는 오사카 고속철도 오사카 모노레일의 역이다. 역 번호는 14이다.

## 역 구조
섬식 승강장 1면 2선의 고가역이다. 개찰구에는 물건 매장이 병설되어 있다.
소규모의 로터리가 위치하고 있지만 버스는 모두 중앙 환상선 상에 있는 버스 정류장에 발착한다.

#### 승강장
| 승강장 | 노선                   | 행선                                                    |
| ------ | ---------------------- | ------------------------------------------------------- |
| 1      | ■ 오사카 모노레일 본선 | 센리추오・반파쿠키넨코엔・미나미이바라키・가도마시 방면 |
| 2      | ■ 오사카 모노레일 본선 | 시바하라・호타루가이케・오사카 공항 방면                |

## 역 주변
본 역 부근은 표고가 비교적 높은 곳에 모노레일이 고가를 주행하고 있는 관계로 본 역에서 오사카 평야(오사카 도심 방면)의 조망은 발군이다.
- 주고쿠 자동차도로
- 오사카 부도 2호 오사카 중앙 순환선
- 한큐 오아시스 도요나카 쇼지점
- 러시아 연방 재오사카 총영사관
- 도요나카 시립 제11중학교
- 도요나카 시립 쇼지 초등학교
- 이온 타운 도요나카 미도리가오카
- 도요나카 시 의료 보건 센터
- 도요나카 로맨틱 가도

## 역사
당초 계획은 본 역의 설치가 포함되어 있지 않았지만 센리추오에서 시바하라 간의 역 구간이 길기 때문에 본 역 주변 일대 토지 구획 정리 사업의 결과로 개통되었다.
- 1994년 9월 30일: 오사카 모노레일 선 당역 ~ 센리추오 역간 개통과 동시에 영업 개시.

## 인접역
| 오사카 고속철도 ■ 오사카 모노레일 본선 | 오사카 고속철도 ■ 오사카 모노레일 본선 | 오사카 고속철도 ■ 오사카 모노레일 본선 |
| -------------------------------------- | -------------------------------------- | -------------------------------------- |
| 13 시바하라한다이마에 오사카 공항 방면 |                                        | 센리추오 15 가도마시 방면              |